# セルジウ・ルカ
セルジウ・ルカ（Sergiu Luca, 1943年4月5日 - 2010年12月7日）はルーマニア出身のヴァイオリニスト。

## 経歴
1943年、ブカレスト生まれ。5歳で生地の音楽院に入学するも、7歳の時にイスラエルに移住し、9歳でハイファ交響楽団と共演してデビューを飾った。その後、ロンドンのマックス・ロスタルに師事していたが、アイザック・スターンの手引きでカーティス音楽院のイヴァン・ガラミアンの下で学ぶことになった。
1965年にフィラデルフィア管弦楽団と共演してアメリカ・デビューを果たし、レナード・バーンスタインの音楽番組である青少年のためのコンサートにも出演して名声を得た。
1971年には、オレゴン州ポートランドにノースウェスト室内音楽祭をつくり、1982年から1987年までテキサス室内管弦楽団の音楽監督となった。1983年からライス大学のアーティスト・イン・レジデンスになり、亡くなるまでこの任を務めた。1986年にはオレゴン州のコーストでカスケード・ヘッド音楽祭を創設。1988年にはヒューストン室内楽協会を設立した。
2010年、ヒューストンで胆管癌のため病没。